# Quintanilla del Olmo
Quintanilla del Olmo és un municipi de la província de Zamora, a la comunitat autònoma de Castella i Lleó.

## Demografia
| 1991 | 1996 | 2001 | 2004 |
| ---- | ---- | ---- | ---- |
| 74   | 67   | 53   | 50   |